# Big Nothing
Big Nothing (Grande Coisa no Brasil) é um filme britânico de humor negro/noir dirigido por Jean-Baptiste Andrea, estrelando David Schwimmer e Simon Pegg. Foi lançado em dezembro de 2006, e teve sua première no Festival de Filme Cardiff em novembro de 2006.
Big Nothing foi filmado na Ilha de Man e no País de Gales no Vale of Glamorgan e em Caerwent e outras áreas de Monmouthshire. Outras cenas foram feitas no Canadá.

## Elenco
| Ator              | Personagem    |
| ----------------- | ------------- |
| David Schwimmer   | Charlie       |
| Simon Pegg        | Gus           |
| Alice Eve         | Josie McBroom |
| Jon Polito        | Agent Hymes   |
| Natascha McElhone | Penelope Wood |

## Produção e lançamento
Big Nothing foi filmado em um período de trinta e dois dias, em janeiro de 2006, e teve sua première mundial no Festival de Filme Cardiff em 18 de novembro de 2006. Lançado no Reino Unido e na Irlanda em 1º de dezembro de 2006.

## Recepção

### Crítica
A revista Empire deu ao filme três estrelas, comentando que "a mudança de tom é um pouco extrema para ser um sucesso, mas Schwimmer e Pegg dão um sólido centro cômico." A BBC também deu três de cinco estrelas, elogiando a performance de Pegg e Schwimmer, particularmente falando que Pegg "reinventou a si mesmo" com seu papel.
Yahoo! Movies elogiou o filme, dando uma crítica muito positiva.

### Bilheteria
Big Nothing não provou ser um sucesso na bilheteria, arecadando £83 829 no primeiro fim de semana no Reino Unido, após ser lançado em 101 cinemas, um fracasso se considerado o orçamento de £3 000 000.